# Primavera (Chile)
Primavera es una comuna de la zona austral de Chile en la Provincia de Tierra del Fuego, de la Región de Magallanes y la Antártica Chilena. Su extensión es de 3500 km² aproximadamente. Su población es de 1629 habitantes. La capital comunal es Cerro Sombrero.

## Historia

### Antecedentes
La comuna de Primavera se inserta en el territorio de Tierra del Fuego.
La ocupación indígena del archipiélago de Tierra del Fuego se caracterizaba por la presencia de grupos humanos cazadores-recolectores nómades, conocidos como selknam (u onas, como los llamaban los yaganes del sur del archipiélago).
La historia del poblamiento de este lugar inicia hace varios siglos (se desconoce cuántos) con los selknam, que eran descendientes de la etnia aonikenk (también llamados tehuelches o patagones).
Estos se dividían en tres grupos:
- del norte (la zona de estepa que va desde el estrecho de Magallanes hasta el río Grande,
- del sur (desde el río Grande hasta el canal Beagle, en una zona de bosques y montañas), y
- del sureste.[2]

Se caracterizaban por medir en promedio 1,70 metros de estatura<--1,80 los hombres, y 1,60 las mujeres--> y tener una alta adaptación a las condiciones climáticas de su entorno.
Fue a fines del siglo XIX cuando llegan a Tierra del Fuego, grupos de colonos a habitarla, promovidos por el Estado chileno. La actividad económica desarrollada por estos nuevos habitantes, era la ganadería ovina, lo que generó una disputa entre extranjeros y selknam, ya que estos últimos cazaban al “guanaco blanco” (oveja), de forma más rápida que al guanaco convencional. Ese fue el inicio del genocidio selknam, que se consolidó con las misiones salesianas que trajeron consigo enfermedades que atacaron las defensas inmunológicas del pueblo indígena.

### Colonización y Estancia Springuill
La ocupación colona en el territorio insular, se desarrolló a través de estancias ganaderas, las cuales fueron esparciéndose a lo largo de la comuna de Primavera, y de las de más al sur. Corresponden a asentamientos rurales, con amplias extensiones de pastoreo y construcciones para las actividades de faena y esquila de los animales, así como también viviendas para los dueños y trabajadores. Dentro de las primeras de la comuna, se encuentra la Estancia Springuill, que fue fundada en 1890, en aquella época era propiedad de la empresa The Tierra del Fuego Sheep Garming CO, de capitales británicos, que arrendó 180 mil hectáreas.
Luis Risopatrón menciona a la Estancia Springuill como Springhill (Estancia de ovejas) en el Diccionario Jeográfico de Chile (1924):

52° 38' 69° 23' Se encuentra en la parte N de la isla Grande de Tierra del Fuego, al SW del pequeño cerro de aquel nombre. 156; i fundo Spring Kill error tipográfico en 10.1, p. 1252.

### SigloXX
El nombre de la comuna proviene de Springhill («Cerro Primavera») que fue uno de los primeros asentamientos en la zona. La comuna fue creada el 30 de diciembre de 1927 y desde entonces no ha sufrido mucha variación tanto en su extensión como en su población, la que se ha visto disminuida en los últimos años.
A mediados del siglo XX, se inician las prospecciones mineras en Primavera, que culmina con la instalación del primer pozo petrolero de ENAP en 1945. Con ello, se inicia el poblamiento actual de la comuna, ya que producto de la explotación minera, se trasladan al lugar población para desempeñarse en las actividades laborales necesarias para la explotación de hidrocarburos. En 1962, se consolida el pueblo de Cerro Sombrero. 
En 1980 se crea la Municipalidad de Primavera, cuya infraestructura se instala en Cerro Sombrero, siendo esta la capital comunal.

## Medio ambiente

### Geomorfología y componentes abióticos

Trazado simplificado de los ecosistemas y cuerpos de agua presentes en la comuna de Primavera.

La comuna de Primavera se encuentra emplazada en la unidad geomorfológica de Pampa magallánica; La localidad se ubica en el extremo norte de la isla Grande de Tierra del Fuego, a orillas de la entrada Atlántica del estrecho de Magallanes. En la costa destaca la bahía Lomas, bahía Felipe, punta Catalina, cabo Orange, la Primera Angostura y la península Mazia. Ocupa parte de las extensas pampas fueguinas que se extienden al norte de las serranías de San Sebastián y del cordón Baquedano, entre pampas y suaves lomajes con hondonadas y lagunas. 
Presenta según la clasificación climática de Köppen clima de tundra (ET) y clima mediterráneo frío de lluvia invernal (Csc). Esta además se halla en la cuenca hidrográfica de Tierra del Fuego. Además, la comuna posee diversos cuerpos de agua, entre los que se destacan el río O’Higgins, río Oscar y río Side.

### Componentes bióticos
Dentro del territorio de la comuna se pueden hallar los siguientes ecosistemas:
- Estepa mediterránea oriental donde predomina Festuca gracillima (Preocupación menor)
- Estepa templada oriental donde predominan Festuca gracillima y Mulinum spinosum (Preocupación menor)
- Estepa templada oriental donde predominan Festuca gracillima y Chiliotrichum diffusum (Preocupación menor)
- Matorral arborescente caducifolio templado-antiboreal andino donde predominan Nothofagus antarctica y Chiliotrichum diffusum (Preocupación menor)

### Medidas de protección ambiental y conflictos socioambientales
Hasta 2022, la comuna de Primavera cuenta con las siguientes zonas que poseen algún nivel de protección ambiental:
- Bahía Lomas (Sitio Ramsar)[12]
- Bahía Lomas (Sitios Ley 19.300)[13]
- Santuario de la Naturaleza Bahía Lomas (Santuario de la Naturaleza)[14]

## Demografía
El principal centro poblado es Cerro Sombrero con 687 habitantes. El otro era Cullen con aprox. 500 habitantes, pertenecientes a una planta petrolera inaugurada en 1962, que fue despoblado y desmantelado al cerrarse la planta.

### Localidades
La comuna alberga una escasa y diseminada población dispersa en estancias ganaderas como Ea. Felipe, Ea. Tres Lagos y Ea. Sarita y en explotaciones de yacimientos petrolíferos como Manantiales, Chillán, Primavera, Calafate, Bellavista, Catalina, Cullen y Cerro Sombrero, la capital comunal y terminales petroleros como Puerto Percy, Clarencia.
La comuna de Primavera se divide en los siguientes distritos:
| Distrito       | Población (2002) |
| -------------- | ---------------- |
| Cerro Sombrero | 948 hab.         |
| Bahía Felipe   | 68 hab.          |

## Administración

### Municipalidad
La Municipalidad de Primavera para el periodo 2021-2024 es dirigida por el alcalde Blagomir Fernando Brztilo Avendaño (DC-Unidos por la Dignidad) y el concejo municipal conformado por los concejales:
- Karina Fernández Marín (IND - RN)
- Carlos Hurtado Oyarzún (RN)
- Blanca Culún Raín (PS)
- Ana María Raicahuin Barría (IND - Unidos Por la Dignidad)
- Eduardo Elías Bahamonde Barría (IND - Unidos Por la Dignidad)
- Yesenia Nicole Velásquez Paillan (IND - Unidos Por la Dignidad)

### Representación parlamentaria
Primavera forma parte de la circunscripción senatorial XV y del distrito electoral 28. Es representada en la Cámara de Diputados del Congreso Nacional por los siguientes diputados:
- Christian Matheson Villán (IND - Evópoli)
- Javiera Ignacia Morales Alvarado (IND - Convergencia Social)
- Carlos Bianchi Chelech (Independientes)

En el Senado, la representan:
- Alejandro Juan Kusanovic Glusevic (IND - RN)
- Karim Antonio Bianchi Retamales (Independientes)

## Economía
En 2018, la cantidad de empresas registradas en Primavera fue de 11. El índice de complejidad económica (ECI) en el mismo año fue de -1,23, mientras que las actividades económicas con mayor índice de ventaja comparativa revelada (RCA) fueron cría de ganado ovino o explotación lanera (437,57), venta al por menor de bebidas y licores (216,85) y otros tipos de transporte regular de pasajeros por vía terrestre (129,98).
Es territorio petrolero desde el sondaje de la CORFO en 1945, con poliductos a orillas de los caminos, hornos calentadores, baterías, torres de perforación y otros implementos.

## Transporte

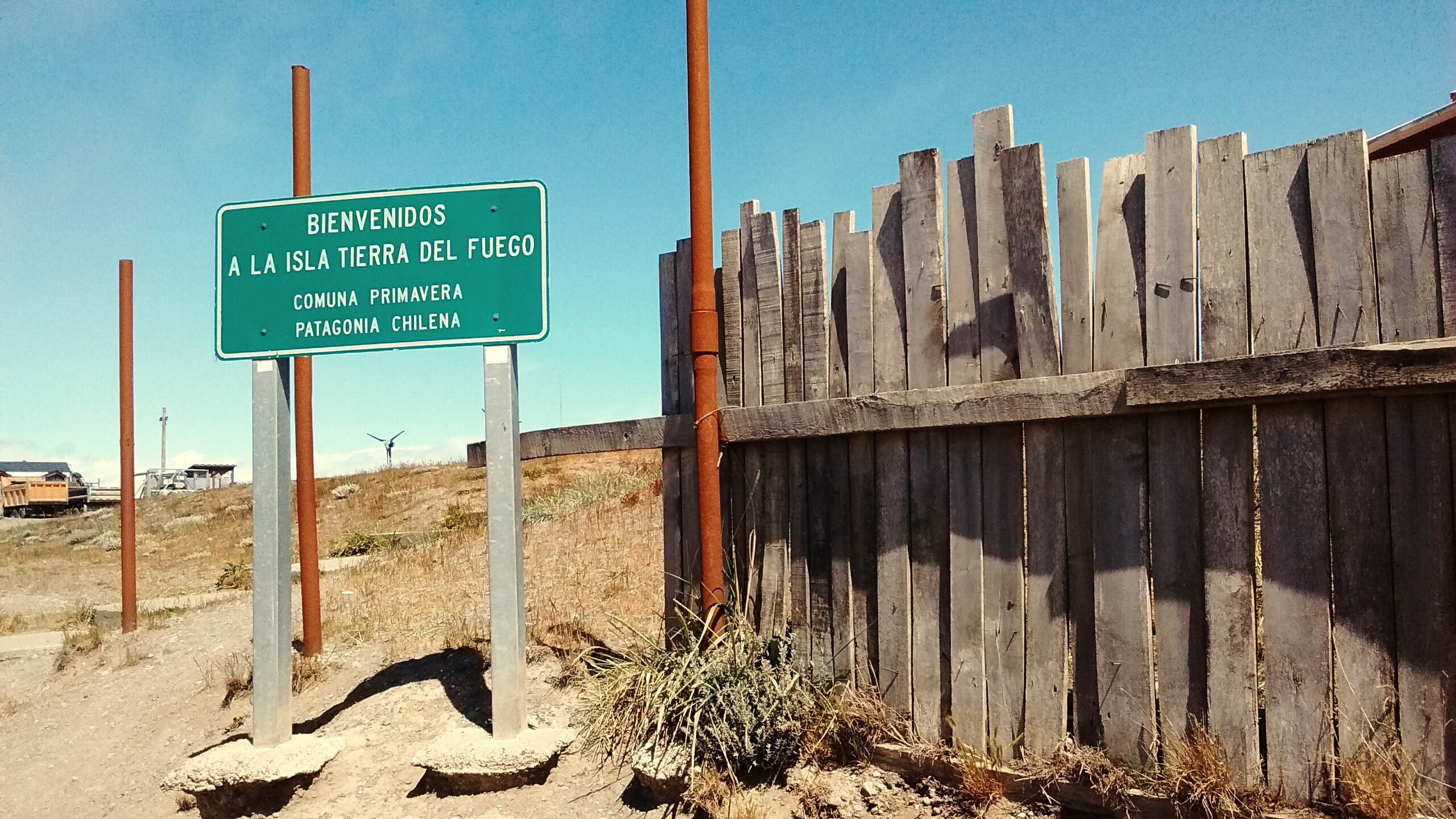
Cartel de bienvenida apenas se llega a la Isla de Tierra del Fuego vía barco.

Es lugar de paso obligado de los vehículos que atraviesan el estrecho de Magallanes, rumbo a Porvenir o hacia San Sebastián, Río Grande y Ushuaia en Argentina. El paso de la Primera Angostura une Punta Espora en Tierra del Fuego con Punta Delgada en la provincia de Magallanes, no tiene más de 5 km de ancho y presenta costas bajas y arenosas.

## Medios de comunicación

### Radioemisoras
- 93.3 - Nueva Primavera FM

### Televisión
- 8.1 - TVN HD
- 8.2 - NTV
- 8.31 - TVN OneSeg